# Ulak Pandan (Semidang Aji)
Ulak Pandan is een bestuurslaag in het regentschap Ogan Komering Ulu van de provincie Zuid-Sumatra, Indonesië. Ulak Pandan telt 2786 inwoners (volkstelling 2010).